# 東洋經濟新報社
東洋經濟新報社（東洋経済新報社/とうようけいざいしんぽうしゃ、TOYO KEIZAI INC.），簡稱東洋經濟，是日本的一家出版社，專門出版商業類書籍與經濟類出版品。東洋經濟新報社是日本創業時期最早的出版社之一。

## 外部連結
- 東洋經濟オンライン （页面存档备份，存于）
- 社團法人経済倶楽部 （页面存档备份，存于）
- 會社四季報オンライン （页面存档备份，存于）